# That’s Just Me
That's just me er det første, og hidtil eneste, studiealbum af den danske popsanger Maria Lucia. Det udgivet i 2004.

## Spor
1. "Everybody's got a Story"
2. "Wasn't he something"
3. "Tempted"
4. "Something worth leaving behind"
5. "Taking back my heart"
6. "Free"
7. "Should I lie"
8. "Found it all in you"
9. "Two lonely Souls"
10. "Runaway"
11. "I don't know"
12. "Top of the World (bonus track)"